# Литюшкин, Владимир Васильевич
Владимир Васильевич Литю́шкин (род. 19 октября 1948, Ардатов, Мордовская АССР) — российский государственный деятель, политик, член Совета Федерации, представляющий Государственное Собрание Республики Мордовия, Член Комитета Совета Федерации по федеративному устройству, региональной политике, местному самоуправлению и делам Севера. Бывший депутат Государственного Собрания Республики Мордовия пятого созыва на непостоянной основе. Кандидат экономических наук.

## Карьера всветотехнической отрасли
В 1971 году, после окончания Саратовского политехнического института, поступил на работу на Саранский электроламповый завод в качестве инженера люминесцентного цеха. В 1976 году становится заместителем начальника этого цеха, в 1981 году назначен главным инженером завода. В 1985 году получил назначение на должность заместителя главного инженера, через год стал главным инженером СПО «Светотехника», в которое входил завод. В 1989 году окончил Академию народного хозяйства при Совете Министров СССР и получил квалификацию «ведущий специалист народного хозяйства СССР».
В 1992 году Саранское производственное объединение «Лисма» преобразовывается в акционерное общество открытого типа. В этом году Владимир Васильевич становится техническим директором фирмы, через год — членом Совета директоров. В 1994 году ему было присвоено звание академика Российской академии электротехнических наук. В 1995 года Владимир Васильевич Литюшкин стал генеральным директором ОАО «Лисма».

## Политическая карьера
Владимир Литюшкин избирался депутатом Государственного Собрания Республики Мордовия первого—шестого созывов. С декабря 2004 года — член Совета Федерации Федерального собрания Российской Федерации.

## Семья
- отец — Литюшкин Василий Григорьевич;
- старшая сестра — Литюшкина Нина Васильевна, известная лётчица[2];
- бывшая супруга — Литюшкина Валентина Трофимовна, предприниматель.

## Разное
В середине 90-х на заводе «Лисма», в то время возглавляемом Владимиром Литюшкиным, часть зарплаты рабочим выдавали так называемыми «литю́шками» — псевдоденежными знаками, на которые в магазине предприятия можно было купить разные товары, в основном продовольственные.

## Награды
- Медаль ордена «За заслуги перед Отечеством» II степени (27 февраля 2020) — за большой вклад в развитие парламентаризма и активную законотворческую деятельность[6].
- Медаль «МПА СНГ. 25 лет» (27 марта 2017, Межпарламентская ассамблея СНГ) — за заслуги в деле развития и укрепления парламентаризма, за вклад в развитие и совершенствование правовых основ функционирования Содружества Независимых Государств, укрепление международных связей и межпарламентского сотрудничества[7].